# Мёхянсан
Мёхянсан (кор. 묘향산?, 妙香山?) — гора, расположенная на территории КНДР. В переводе с корейского языка название горы означает «гора таинственного аромата». По легенде это священное место, так как Мёхянсан был домом для Тангуна — предка корейской нации.

## Окружающая среда
Большая часть горы покрыта смешанными широколиственными и хвойными лесами, и 16 000 га являются территорией национального парка. 7000 га были признаны международной организацией «BirdLife International» как особо важные территории для сохранения и гнездования птиц.

### Мировой биосферный заповедник
В 2009 году ЮНЕСКО по программе «Человек и биосфера» определила гору Мёхянсан как мировой биосферный заповедник, ссылаясь на его культурную значимость, а также утёсы, на которых произрастают 30 видов растений-эндемиков, существуют 16 видов растений и 12 видов животных, находящиеся под угрозой исчезновения.

## Туризм
Гора Мёхянсан — туристическое место в КНДР, которое посещают многие её граждане. Существует несколько туристических маршрутов по горе. Кроме красивых обзоров, туристов также привлекают храм Похёнса, хижины Санвон, Кымгван, Хабиро. Также открыта для публики пещера Рёнмун.
На горе Мёхянсан находится Международная выставка дружбы, получившая статус как крупной сокровищницы в мире. На выставке представлены подарки, полученные вождями КНДР за все годы их правления. Крупное здание представляет выставку подарков, полученные Ким Ир Сеном, а маленькое — Ким Чен Иром.
Гостиница «Хянсан» обслуживает богатых посетителей, а «Чхончхон» — представителей среднего класса.